# Holken, Hammarö kommun
Holken är en bebyggelse på sydöstra stranden av halvön Hammarön i Hammarö kommun, Värmlands län. SCB avgränsade 1995 bebyggelsen i orten och området omkring och namnsatte den till en småort benämnd Rud Södra. Vid SCBs ortsvagränsning 2018 klassades bebyggelsen som en del av tätorten Rud.